# Elecciones municipales de 2021 en la Región de Valparaíso
Las elecciones municipales de 2021 en la región de Valparaíso se realizaran los días 15 y 16 de mayo de 2021. El 29 de noviembre de 2020 se realizaron las primarias de alcaldes para que los electores definieran a los candidatos que representarían a las distintas coaliciones inscritas en las comunas para la posterior elección municipal. El listado de candidatos a alcalde y concejales por comuna fue publicado el 23 de enero por el Servel.

## Provincia de Isla de Pascua

### Isla de Pascua

#### Alcalde
| Alcalde actual     | Pedro Edmunds Paoa (PRO) | Pedro Edmunds Paoa (PRO) | Pedro Edmunds Paoa (PRO) | Pedro Edmunds Paoa (PRO) | Pedro Edmunds Paoa (PRO) |
| Candidato          | Pacto                    | Partido                  | Votos                    | %                        | Resultado                |
| ------------------ | ------------------------ | ------------------------ | ------------------------ | ------------------------ | ------------------------ |
| Julio Araki Tepano | Chile Vamos              | UDI                      | 473                      | 13,9                     |                          |
| Pedro Edmunds Paoa | Unidos por la Dignidad   | PRO                      | 2.170                    | 63,75                    | Electo                   |
| Ivone Nahoe Zamora | Independiente            | Ind.                     | 761                      | 22,36                    |                          |

#### Concejales electos
| Candidato                 | Pacto                  | Partido      | Votos | %     |
| ------------------------- | ---------------------- | ------------ | ----- | ----- |
| Mai Teao Osorio           | Chile Vamos            | RN           | 282   | 8,75  |
| Marta Hotus Tuki          | Unidos por la Dignidad | DC           | 385   | 11,95 |
| María Icka Araki          | Unidos por la Dignidad | DC           | 292   | 9,06  |
| Ricardo Espinoza Alvarado | Unidad por el Apruebo  | PPD          | 238   | 7,38  |
| Julio Hotus Salinas       | Unidad por el Apruebo  | PPD          | 369   | 11,45 |
| Juan Haoa Hotus           | Chile Vamos            | Ind./Evópoli | 173   | 5,37  |

     Concejal que obtiene la primera mayoría de votos en las elecciones municipales, realizadas el 15 y 16 de mayo de 2021.

## Provincia de Los Andes

### Calle Larga

#### Alcalde
| Alcalde actual          | Leonardo Aguirre Urtubia (PS) | Leonardo Aguirre Urtubia (PS) | Leonardo Aguirre Urtubia (PS) | Leonardo Aguirre Urtubia (PS) | Leonardo Aguirre Urtubia (PS) |
| Candidato               | Pacto                         | Partido                       | Votos                         | %                             | Resultado                     |
| ----------------------- | ----------------------------- | ----------------------------- | ----------------------------- | ----------------------------- | ----------------------------- |
| Juan Villarroel Salinas | Chile Vamos                   | RN                            | 1.576                         | 27,56                         |                               |
| Marcelo Castillo Varas  | Dignidad Ahora!               | PH                            | 836                           | 14,63                         |                               |
| Dina González Alfaro    | Unidad por el Apruebo         | PS                            | 3.304                         | 57,8                          | Electa                        |

#### Concejales electos
| Candidato                | Pacto                  | Partido | Votos | %     |
| ------------------------ | ---------------------- | ------- | ----- | ----- |
| Gabriel Bianchini Frost  | Chile Vamos            | RN      | 190   | 3,38  |
| Carlos Espinoza Barrera  | Unidos por la Dignidad | Ind.    | 349   | 6,21  |
| Sebastián Orosco Ahumada | Unidos por la Dignidad | Ind.    | 408   | 7,26  |
| Leonardo Aguirre Uturbia | Unidad por el Apruebo  | PS      | 593   | 10,56 |
| Blanca Delgado Hidalgo   | Unidad por el Apruebo  | PS      | 438   | 7,80  |
| Barbara Farías Viguera   | Unidad por el Apruebo  | PS      | 559   | 9,95  |

     Concejal que obtiene la primera mayoría de votos en las elecciones municipales, realizadas el 15 y 16 de mayo de 2021.

### Los Andes

#### Alcalde
| Alcalde actual            | Manuel Rivera Martínez (UDI)  | Manuel Rivera Martínez (UDI) | Manuel Rivera Martínez (UDI) | Manuel Rivera Martínez (UDI) | Manuel Rivera Martínez (UDI) |
| Candidato                 | Pacto                         | Partido                      | Votos                        | %                            | Resultado                    |
| ------------------------- | ----------------------------- | ---------------------------- | ---------------------------- | ---------------------------- | ---------------------------- |
| Manuel Rivera Martínez    | Chile Vamos                   | UDI                          | 7.699                        | 32,40                        | Electo                       |
| Marcelo Merino Vergara    | Unidad por el Apruebo         | PR                           | 4.426                        | 18,62                        |                              |
| Miguel Henríquez Celedón  | Chile Digno, Verde y Soberano | PCCh                         | 5.407                        | 22,75                        |                              |
| Benigno Retamal Rodríguez | Frente Amplio                 | Ind.                         | 6.232                        | 26,22                        |                              |

#### Concejales electos
| Candidato                     | Pacto                         | Partido    | Votos | %    |
| ----------------------------- | ----------------------------- | ---------- | ----- | ---- |
| Mauricio Mura Pineda          | Chile Digno, Verde y Soberano | PCCh       | 1.503 | 6,49 |
| Mario Méndez Allendes         | Chile Digno, Verde y Soberano | Ind./FREVS | 811   | 3,50 |
| Jaime Álvarez Sepúlveda       | Unidad por el Apruebo         | PS         | 1.856 | 8,01 |
| Marianella Benavides Cárdenas | Unidad por el Apruebo         | Ind./PPD   | 1.117 | 4,82 |
| Marta Yochum Gajardo          | Chile Vamos                   | UDI        | 1.101 | 4,75 |
| Juan Montenegro González      | Chile Vamos                   | UDI        | 1.632 | 7,04 |

     Concejal que obtiene la primera mayoría de votos en las elecciones municipales, realizadas el 15 y 16 de mayo de 2021.

### Rinconada

#### Alcalde
| Alcalde actual         | Pedro Caballería Díaz (DC) | Pedro Caballería Díaz (DC) | Pedro Caballería Díaz (DC) | Pedro Caballería Díaz (DC) | Pedro Caballería Díaz (DC) |
| Candidato              | Pacto                      | Partido                    | Votos                      | %                          | Resultado                  |
| ---------------------- | -------------------------- | -------------------------- | -------------------------- | -------------------------- | -------------------------- |
| Juan Galdames Carmona  | Chile Vamos                | Ind.                       | 2.295                      | 38,46                      | Electo                     |
| Pedro Caballería Díaz  | Unidos por la Dignidad     | DC                         | 1.615                      | 27,07                      |                            |
| Julio Bucarey Zelaya   | Independiente              | Ind.                       | 585                        | 9,80                       |                            |
| Juan Lobos Viguera     | Independiente              | Ind.                       | 1.093                      | 18,32                      |                            |
| Gabriela Rubilar López | Independiente              | Ind.                       | 379                        | 6,35                       |                            |

#### Concejales electos
| Candidato                | Pacto                  | Partido  | Votos | %     |
| ------------------------ | ---------------------- | -------- | ----- | ----- |
| Miguel Escobar González  | Chile Vamos            | Ind./RN  | 248   | 4,26  |
| Wilson López Díaz        | Chile Vamos            | Ind./RN  | 685   | 11,77 |
| Juan Castillo Valle      | Unidos por la Dignidad | DC       | 458   | 7,87  |
| Carlos Montenegro Urbina | Unidos por la Dignidad | Ind.     | 427   | 7,34  |
| Miguel Tamaya Arenas     | Unidad por el Apruebo  | PS       | 212   | 3,64  |
| Juan Urbina Torrales     | Chile Vamos            | Ind./UDI | 276   | 4,74  |

     Concejal que obtiene la primera mayoría de votos en las elecciones municipales, realizadas el 15 y 16 de mayo de 2021.

### San Esteban

#### Alcalde
| Alcalde actual             | René Mardones Valencia (Ind.) | René Mardones Valencia (Ind.) | René Mardones Valencia (Ind.) | René Mardones Valencia (Ind.) | René Mardones Valencia (Ind.) |
| Candidato                  | Pacto                         | Partido                       | Votos                         | %                             | Resultado                     |
| -------------------------- | ----------------------------- | ----------------------------- | ----------------------------- | ----------------------------- | ----------------------------- |
| Julio Contreras Tapia      | Unidad por el Apruebo         | PS                            | 1.586                         | 18,67                         |                               |
| Sergio Reyes Colarte       | Independiente                 | Ind.                          | 525                           | 6,18                          |                               |
| José Bravo Hidalgo         | Independiente                 | Ind.                          | 1.857                         | 21,86                         |                               |
| Christian Ortega Villagras | Independiente                 | Ind.                          | 4.527                         | 53,29                         | Electo                        |

#### Concejales electos
| Candidato               | Pacto                         | Partido | Votos | %     |
| ----------------------- | ----------------------------- | ------- | ----- | ----- |
| Rafael Reyes Fuenzalida | Chile Digno, Verde y Soberano | PCCh    | 485   | 5,94  |
| Joel Ramírez Urtubia    | Chile Vamos                   | Ind./RN | 385   | 4,72  |
| Mónica Arancibia Osorio | Unidos por la Dignidad        | DC      | 292   | 3,58  |
| Manuel Ibaceta Lara     | Unidos por la Dignidad        | DC      | 975   | 11,95 |
| Marian Leiva Vásquez    | Unidad por el Apruebo         | PS      | 571   | 7,00  |
| Sandra Miranda Muñoz    | Unidad por el Apruebo         | PPD     | 578   | 7,08  |

     Concejal que obtiene la primera mayoría de votos en las elecciones municipales, realizadas el 15 y 16 de mayo de 2021.

## Provincia de Marga Marga

### Limache

#### Alcalde
| Alcalde actual                 | Daniel Morales Espíndola (Ind./Chile Vamos) | Daniel Morales Espíndola (Ind./Chile Vamos) | Daniel Morales Espíndola (Ind./Chile Vamos) | Daniel Morales Espíndola (Ind./Chile Vamos) | Daniel Morales Espíndola (Ind./Chile Vamos) |
| Candidato                      | Pacto                                       | Partido                                     | Votos                                       | %                                           | Resultado                                   |
| ------------------------------ | ------------------------------------------- | ------------------------------------------- | ------------------------------------------- | ------------------------------------------- | ------------------------------------------- |
| Daniel Morales Espíndola       | Chile Vamos                                 | RN                                          | 6.565                                       | 37,05                                       | Electo                                      |
| Sebastián Balbontín Bustamante | Frente Amplio                               | RD                                          | 6.096                                       | 34,40                                       |                                             |
| Francisco Arias Teruel         | Unión Patriótica                            | UPA                                         | 383                                         | 2,16                                        |                                             |
| Danilo Sandoval Sarabia        | Independiente                               | Ind.                                        | 4.675                                       | 26,38                                       |                                             |

#### Concejales electos
| Candidato            | Pacto                 | Partido  | Votos | %     |
| -------------------- | --------------------- | -------- | ----- | ----- |
| Luis Bravo Lobos     | Chile Vamos           | RN       | 1.019 | 5,93  |
| Amal Salem Solís     | Chile Vamos           | RN       | 925   | 5,38  |
| Joel González Vega   | Dignidad Ahora!       | Ind./PI  | 2.435 | 14,16 |
| Mauricio Weiss Toro  | Chile Vamos           | Ind./PRI | 558   | 3,25  |
| Álvaro Zamora Pérez  | Unidad por el Apruebo | PS       | 576   | 3,35  |
| Alexis Ahumada Gómez | Chile Vamos           | UDI      | 613   | 3,57  |

     Concejal que obtiene la primera mayoría de votos en las elecciones municipales, realizadas el 15 y 16 de mayo de 2021.

### Olmué

#### Alcalde
| Alcalde actual         | Jorge Jil Herrera (PH) | Jorge Jil Herrera (PH) | Jorge Jil Herrera (PH) | Jorge Jil Herrera (PH) | Jorge Jil Herrera (PH) |
| Candidato              | Pacto                  | Partido                | Votos                  | %                      | Resultado              |
| ---------------------- | ---------------------- | ---------------------- | ---------------------- | ---------------------- | ---------------------- |
| Javier Puiggros Vogel  | Chile Vamos            | EVOP                   | 1.656                  | 21,58                  |                        |
| Jorge Jil Herrera      | Dignidad Ahora!        | PH                     | 3.880                  | 50,57                  | Electo                 |
| Alejandro Collao Reyes | Unidos por la Dignidad | Ind.                   | 850                    | 11,08                  |                        |
| Ramón Frez Arancibia   | Republicanos           | PRCh                   | 153                    | 1,99                   | Fallecido              |
| Noemi Cáceres Rojas    | Independiente          | Ind.                   | 805                    | 10,49                  |                        |
| Anita Vergara Estay    | Independiente          | Ind.                   | 328                    | 4,28                   |                        |

#### Concejales electos
| Candidato                | Pacto                  | Partido      | Votos | %    |
| ------------------------ | ---------------------- | ------------ | ----- | ---- |
| Patricia Arancibia Gómez | Chile Vamos            | Ind./RN      | 288   | 3,87 |
| Tomás Aranda Miranda     | Unidos por la Dignidad | DC           | 365   | 4,90 |
| Carlos Vargas Espinoza   | Dignidad Ahora!        | PH           | 558   | 7,50 |
| Sebastián Guajardo Caneo | Dignidad Ahora!        | PH           | 313   | 4,20 |
| Pablo Altamirano Lizana  | Unidad por el Apruebo  | PS           | 413   | 5,55 |
| Milton Noguera Noguera   | Chile Vamos            | Ind./Evópoli | 351   | 4,72 |

     Concejal que obtiene la primera mayoría de votos en las elecciones municipales, realizadas el 15 y 16 de mayo de 2021.

### Quilpué

#### Alcalde
| Alcalde actual              | Mauricio Viñambres Adasme (PS) | Mauricio Viñambres Adasme (PS) | Mauricio Viñambres Adasme (PS) | Mauricio Viñambres Adasme (PS) | Mauricio Viñambres Adasme (PS) |
| Candidato                   | Pacto                          | Partido                        | Votos                          | %                              | Resultado                      |
| --------------------------- | ------------------------------ | ------------------------------ | ------------------------------ | ------------------------------ | ------------------------------ |
| Amelia Herrera Silva        | Chile Vamos                    | RN                             | 9.202                          | 16,03                          |                                |
| Claudio Galarce González    | Dignidad Ahora!                | PH                             | 701                            | 1,22                           |                                |
| Christian Cárdenas Silva    | Unidos por la Dignidad         | DC                             | 14.600                         | 25,44                          |                                |
| César Torres Chinchón       | Chile Digno, Verde y Soberano  | PCCh                           | 1.568                          | 2,73                           |                                |
| Verónica Sotomayor Pérez    | Unión Patriótica               | UPA                            | 409                            | 0,71                           |                                |
| Valeria Melipillán Figueroa | Frente Amplio                  | CS                             | 19.016                         | 33,13                          | Electa                         |
| Mauricio Oyarce Vera        | Independiente                  | Ind.                           | 9.231                          | 16,08                          |                                |
| Rosa Hormazábal Rodríguez   | Independiente                  | Ind.                           | 2.670                          | 4,65                           |                                |

     Candidata a alcaldesa que ganó una primaria legal en la comuna, realizadas el 29 de noviembre de 2020.

#### Concejales electos
| Candidato                   | Pacto                         | Partido | Votos | %    |
| --------------------------- | ----------------------------- | ------- | ----- | ---- |
| Mary Foster Covarrubias     | Chile Digno, Verde y Soberano | PCCh    | 954   | 1,88 |
| Mónica Neira Elgueta        | Chile Vamos                   | RN      | 1.980 | 3,89 |
| Carolina Contreras Martínez | Frente Amplio                 | Ind./RD | 1.439 | 2,83 |
| Francisco Villegas Alegre   | Frente Amplio                 | CS      | 2.364 | 4,65 |
| Paula Castro Astudillo      | Frente Amplio                 | Ind./CS | 1.749 | 3,44 |
| Renzo Aranda Contreras      | Unidos por la Dignidad        | DC      | 2.684 | 5,28 |
| María Olguín Godoy          | Unidad por el Apruebo         | PS      | 1.366 | 2,69 |
| Patrick Retamales Durán     | Independiente                 | Ind.    | 3.909 | 7,69 |

     Concejal que obtiene la primera mayoría de votos en las elecciones municipales, realizadas el 15 y 16 de mayo de 2021.

### Villa Alemana

#### Alcalde
| Alcalde actual          | José Sabat Marcos (Ind./ Chile Vamos) | José Sabat Marcos (Ind./ Chile Vamos) | José Sabat Marcos (Ind./ Chile Vamos) | José Sabat Marcos (Ind./ Chile Vamos) | José Sabat Marcos (Ind./ Chile Vamos) |
| Candidato               | Pacto                                 | Partido                               | Votos                                 | %                                     | Resultado                             |
| ----------------------- | ------------------------------------- | ------------------------------------- | ------------------------------------- | ------------------------------------- | ------------------------------------- |
| José Sabat Srur         | Chile Vamos                           | Ind.                                  | 3.887                                 | 9,47%                                 |                                       |
| Angelo Barchiesi Chávez | Republicanos                          | PRCh                                  | 4.494                                 | 11,94%                                |                                       |
| Heinrich Wittig Barreto | Unidad por el Apruebo                 | PR                                    | 4.531                                 | 11,04%                                |                                       |
| Cristian Luna Salinas   | Frente Amplio                         | Ind.                                  | 4.985                                 | 11,84%                                |                                       |
| Nelson Estay Molina     | Independiente                         | Ind.                                  | 5.284                                 | 12,87%                                |                                       |
| Javiera Toledo Muñoz    | Independiente                         | Ind.                                  | 18.000                                | 43,84%                                | Electa                                |

     Candidato a alcalde que ganó una primaria legal en la comuna, realizadas el 29 de noviembre de 2020.

#### Concejales electos
| Candidato                 | Pacto                         | Partido   | Votos | %    |
| ------------------------- | ----------------------------- | --------- | ----- | ---- |
| Edith Alvear Guerra       | Chile Digno, Verde y Soberano | PCCh      | 3.617 | 9,22 |
| Cecilia Quinteros Díaz    | Chile Digno, Verde y Soberano | Ind./PCCh | 965   | 2,46 |
| Marcelo Valderrama Magna  | Chile Vamos                   | RN        | 1.270 | 3,24 |
| Guillermo Barra Arancibia | Frente Amplio                 | Com.      | 940   | 2,40 |
| Kesia Navarro Cueto       | Frente Amplio                 | Ind./CS   | 1.605 | 4,09 |
| Marcelo Gongora Carvajal  | Unidos por la Dignidad        | DC        | 621   | 1,58 |
| María Ternicier Andrades  | Dignidad Ahora!               | Ind./PH   | 1.176 | 3,00 |
| Alonso Fierro Reguera     | Unidad por el Apruebo         | Ind./PS   | 633   | 1,61 |

     Concejal que obtiene la primera mayoría de votos en las elecciones municipales, realizadas el 15 y 16 de mayo de 2021.

## Provincia de Petorca

### Cabildo

#### Alcalde
| Alcalde actual          | Patricio Aliaga Díaz (PCCh) | Patricio Aliaga Díaz (PCCh) | Patricio Aliaga Díaz (PCCh) | Patricio Aliaga Díaz (PCCh) | Patricio Aliaga Díaz (PCCh) |
| Candidato/a             | Pacto                       | Partido                     | Votos                       | %                           | Resultado                   |
| ----------------------- | --------------------------- | --------------------------- | --------------------------- | --------------------------- | --------------------------- |
| Luis Rodríguez Sanhueza | Chile Vamos                 | RN                          | 352                         | 4,27                        |                             |
| Claudio Godoy Toro      | Frente Amplio               | CS                          | 674                         | 8,18                        |                             |
| Víctor Donoso Oyanedel  | Unidos por la Dignidad      | DC                          | 4.274                       | 51,84                       | Electo                      |
| Alberto Aliaga Díaz     | Independiente               | Ind.                        | 2.178                       | 26,42                       |                             |
| Mario Alvarado Osorio   | Independiente               | Ind.                        | 766                         | 9,29                        |                             |

#### Concejales electos
| Candidato                | Pacto                         | Partido   | Votos | %     |
| ------------------------ | ----------------------------- | --------- | ----- | ----- |
| Sebastián Carvajal Araya | Chile Digno, Verde y Soberano | Ind./PCCh | 841   | 10,38 |
| Teresa Pinilla Delgado   | Chile Vamos                   | Ind./RN   | 491   | 6,06  |
| Fernando Olmos Saavedra  | Chile Vamos                   | Ind./RN   | 1.023 | 12,62 |
| Ignacio Miranda Morales  | Unidos por la Dignidad        | DC        | 417   | 5,14  |
| Cecilia Vera Miranda     | Unidad por el Apruebo         | Ind./PPD  | 694   | 8,56  |
| Rodrigo Poblete Saavedra | Unidad por el Apruebo         | PR        | 623   | 7,69  |

     Concejal que obtiene la primera mayoría de votos en las elecciones municipales, realizadas el 15 y 16 de mayo de 2021.

### La Ligua

#### Alcalde
| Alcalde actual               | Rodrigo Sánchez Villalobos (PCCh) | Rodrigo Sánchez Villalobos (PCCh) | Rodrigo Sánchez Villalobos (PCCh) | Rodrigo Sánchez Villalobos (PCCh) | Rodrigo Sánchez Villalobos (PCCh) |
| Candidato/a                  | Pacto                             | Partido                           | Votos                             | %                                 | Resultado                         |
| ---------------------------- | --------------------------------- | --------------------------------- | --------------------------------- | --------------------------------- | --------------------------------- |
| Juan Ibacache Ibacache       | Chile Vamos                       | RN                                | 3.601                             | 25,07                             |                                   |
| Rubén Díaz Tapia             | Chile Digno, Verde y Soberano     | PCCh                              | 1.277                             | 8,89                              |                                   |
| Clarisa Seco Tapia           | Unión Patriótica                  | UPA                               | 655                               | 4,56                              |                                   |
| Ricardo Ferreira Ferreira    | Unidad por el Apruebo             | PS                                | 1.679                             | 11,69                             |                                   |
| Gary Leiva Rojo              | Independiente                     | Ind.                              | 602                               | 4,19                              |                                   |
| Patricio Pallares Valenzuela | Independiente                     | Ind.                              | 6.548                             | 45,59                             | Electo                            |

#### Concejales electos
| Candidato             | Pacto                         | Partido | Votos | %    |
| --------------------- | ----------------------------- | ------- | ----- | ---- |
| Óscar Belmar Sánchez  | Chile Digno, Verde y Soberano | PCCh    | 1.185 | 8,46 |
| Mauricio Díaz Cancino | Chile Digno, Verde y Soberano | PCCh    | 902   | 6,44 |
| Erwin Olmos Palacios  | Chile Vamos                   | RN      | 755   | 5,39 |
| Juan Yáñez Peña       | Unidos por la Dignidad        | Ind.    | 397   | 2,83 |
| Andrés Soza Reinoso   | Chile Vamos                   | UDI     | 1.381 | 9,86 |
| Blanca Rojas Rojas    | Unidad por el Apruebo         | PR      | 781   | 5,58 |

     Concejal que obtiene la primera mayoría de votos en las elecciones municipales, realizadas el 15 y 16 de mayo de 2021.

### Papudo

#### Alcalde
| Alcaldesa actual         | Rosa Prieto Valdés (RN) | Rosa Prieto Valdés (RN) | Rosa Prieto Valdés (RN) | Rosa Prieto Valdés (RN) | Rosa Prieto Valdés (RN) |
| Candidato/a              | Pacto                   | Partido                 | Votos                   | %                       | Resultado               |
| ------------------------ | ----------------------- | ----------------------- | ----------------------- | ----------------------- | ----------------------- |
| Claudia Adasme Donoso    | Chile Vamos             | RN                      | 1.296                   | 29,38                   | Electa                  |
| Jaime Ahumada Robles     | Unidos por la Dignidad  | DC                      | 777                     | 17,62                   |                         |
| Raquel González Espinosa | Frente Amplio           | RD                      | 98                      | 2,22                    |                         |
| Marcel Claude Reyes      | Unión Patriótica        | UPA                     | 89                      | 2,02                    |                         |
| Rodolfo Fernández Alfaro | Independiente           | Ind.                    | 1.292                   | 29,29                   |                         |
| Manuel Berrios Morales   | Independiente           | Ind.                    | 859                     | 19,47                   |                         |

#### Concejales electos
| Candidato                   | Pacto                         | Partido   | Votos | %     |
| --------------------------- | ----------------------------- | --------- | ----- | ----- |
| Gonzalo Olmos Fernández     | Chile Digno, Verde y Soberano | FREVS     | 314   | 7,58  |
| Juan Gallardo Sagredo       | Chile Vamos                   | Ind./RN   | 221   | 5,34  |
| Margarita Sandoval Carrasco | Frente Amplio                 | Ind./Com. | 447   | 10,79 |
| Daniel Muñoz Navarro        | Frente Amplio                 | Ind./Com. | 148   | 3,57  |
| Víctor Arancibia Cofré      | Chile Vamos                   | Ind./PRI  | 380   | 9,17  |
| José Salinas Gutiérrez      | Chile Vamos                   | Ind./UDI  | 204   | 4,93  |

     Concejal que obtiene la primera mayoría de votos en las elecciones municipales, realizadas el 15 y 16 de mayo de 2021.

### Petorca

#### Alcalde
| Alcalde actual               | Gustavo Valdenegro Rubillo (Ind.) | Gustavo Valdenegro Rubillo (Ind.) | Gustavo Valdenegro Rubillo (Ind.) | Gustavo Valdenegro Rubillo (Ind.) | Gustavo Valdenegro Rubillo (Ind.) |
| Candidato/a                  | Pacto                             | Partido                           | Votos                             | %                                 | Resultado                         |
| ---------------------------- | --------------------------------- | --------------------------------- | --------------------------------- | --------------------------------- | --------------------------------- |
| Gustavo Henríquez Toledo     | Chile Vamos                       | Ind.                              | 926                               | 19,18                             |                                   |
| Mónica Flores Vivanco        | Dignidad Ahora!                   | PI                                | 344                               | 7,13                              |                                   |
| Rodrigo Cuevas Vivanco       | Unidos por la Dignidad            | DC                                | 1.004                             | 20,80                             |                                   |
| Gonzalo Arenas Flores        | Independiente                     | Ind.                              | 1.032                             | 21,38                             |                                   |
| Moisés Saavedra Castro       | Independiente                     | Ind.                              | 140                               | 2,90                              |                                   |
| Ignacio Villalobos Henríquez | Independiente                     | Ind.                              | 1.382                             | 28,62                             | Electo                            |

#### Concejales electos
| Candidato              | Pacto                         | Partido | Votos | %    |
| ---------------------- | ----------------------------- | ------- | ----- | ---- |
| Álvaro Escobar Pasten  | Frente Amplio                 | Ind./CS | 530   | 11,3 |
| Jaime Paredes Reyes    | Unidad por el Apruebo         | PPD     | 312   | 6,7  |
| Miguel Carmona Santana | Chile Digno, Verde y Soberano | FRVS    | 302   | 6,5  |
| Miguel Figueroa Segura | Chile Vamos                   | Ind./RN | 298   | 6,36 |
| Guillermo Zambra López | Unidad por el Apruebo         | PS      | 226   | 4,8  |
| Daniela Pizarro Toro   | Independiente                 | Ind.    | 184   | 3,9  |

     Concejal que obtiene la primera mayoría de votos en las elecciones municipales, realizadas el 15 y 16 de mayo de 2021.

### Zapallar

#### Alcalde
| Alcalde actual              | Gustavo Alessandri Bascuñán (Ind./Chile Vamos) | Gustavo Alessandri Bascuñán (Ind./Chile Vamos) | Gustavo Alessandri Bascuñán (Ind./Chile Vamos) | Gustavo Alessandri Bascuñán (Ind./Chile Vamos) | Gustavo Alessandri Bascuñán (Ind./Chile Vamos) |
| Candidato/a                 | Pacto                                          | Partido                                        | Votos                                          | %                                              | Resultado                                      |
| --------------------------- | ---------------------------------------------- | ---------------------------------------------- | ---------------------------------------------- | ---------------------------------------------- | ---------------------------------------------- |
| Gustavo Alessandri Bascuñán | Chile Vamos                                    | Ind./UDI                                       | 3.709                                          | 59,29                                          | Electo                                         |
| Guillermo Marcone Osorio    | Independiente                                  | Ind.                                           | 2.547                                          | 40,71                                          |                                                |

#### Concejales electos
| Candidato                  | Pacto                  | Partido | Votos | %     |
| -------------------------- | ---------------------- | ------- | ----- | ----- |
| Luis Guajardo Abarca       | Chile Vamos            | RN      | 538   | 8,66  |
| Carolina Letelier Riumallo | Unidos por la Dignidad | PPD     | 561   | 9,03  |
| Reinaldo Fernández Silva   | Unidos por la Dignidad | Ind.    | 460   | 7,41  |
| Danilo Fernández Peña      | Unidad por el Apruebo  | PS      | 363   | 5,84  |
| Sebastián Chacana Basaez   | Chile Vamos            | UDI     | 476   | 7,66  |
| Josefina Sutil Servoin     | Chile Vamos            | UDI     | 624   | 10,05 |

     Concejal que obtiene la primera mayoría de votos en las elecciones municipales, realizadas el 15 y 16 de mayo de 2021.

## Provincia de Quillota

### Hijuelas

#### Alcalde
| Alcaldesa actual          | Verónica Rossat Arriagada (UDI) | Verónica Rossat Arriagada (UDI) | Verónica Rossat Arriagada (UDI) | Verónica Rossat Arriagada (UDI) | Verónica Rossat Arriagada (UDI) |
| Candidato/a               | Pacto                           | Partido                         | Votos                           | %                               | Resultado                       |
| ------------------------- | ------------------------------- | ------------------------------- | ------------------------------- | ------------------------------- | ------------------------------- |
| Karen Figueroa López      | Chile Vamos                     | Ind.                            | 1.763                           | 24,25                           |                                 |
| Fernando Carrasco Cabrera | Dignidad Ahora                  | Ind.                            | 166                             | 2,28                            |                                 |
| José Saavedra Ibacache    | Independiente                   | Ind.                            | 2.936                           | 40,39                           | Electo                          |
| Sergio Sánchez Rojas      | Independiente                   | Ind.                            | 2.405                           | 33,08                           |                                 |

#### Concejales electos
| Candidato                 | Pacto                  | Partido  | Votos | %     |
| ------------------------- | ---------------------- | -------- | ----- | ----- |
| Eloy Tapia Oyanedel       | Chile Vamos            | PRI      | 537   | 7,58  |
| Héctor Osorio López       | Unidos por la Dignidad | Ind.     | 423   | 5,97  |
| Gladys Verdugo Palma      | Unidad por el Apruebo  | PS       | 620   | 8,75  |
| Aroldo Vargas Silva       | Unidad por el Apruebo  | PS       | 549   | 7,74  |
| Verónica Rossat Arriagada | Chile Vamos            | UDI      | 1.016 | 14,33 |
| Benjamín Órdenes Pizarro  | Chile Vamos            | Ind./UDI | 270   | 3,81  |

     Concejal que obtiene la primera mayoría de votos en las elecciones municipales, realizadas el 15 y 16 de mayo de 2021.

### La Calera

#### Alcalde
| Alcaldesa actual           | Trinidad Rojo Augusto (RN)    | Trinidad Rojo Augusto (RN) | Trinidad Rojo Augusto (RN) | Trinidad Rojo Augusto (RN) | Trinidad Rojo Augusto (RN) |
| Candidato/a                | Pacto                         | Partido                    | Votos                      | %                          | Resultado                  |
| -------------------------- | ----------------------------- | -------------------------- | -------------------------- | -------------------------- | -------------------------- |
| Trinidad Rojo Augusto      | Chile Vamos                   | RN                         | 2.008                      | 10,50                      |                            |
| Ivanna González Villalobos | Frente Amplio                 | CS                         | 1.654                      | 8,65                       |                            |
| Eduardo Martínez Machuca   | Unidos por la Dignidad        | DC                         | 4.382                      | 22,91                      |                            |
| Cinthy Miskulini Araya     | Chile Digno, Verde y Soberano | PCCh                       | 2.167                      | 11,33                      |                            |
| Johnny Piraino Meneses     | Independiente                 | Ind.                       | 6.538                      | 34,18                      | Electo                     |
| Nicolás Chahuán Veliz      | Independiente                 | Ind.                       | 1.792                      | 9,37                       |                            |
| Claudio Merino Cereijo     | Independiente                 | Ind.                       | 587                        | 3,07                       |                            |

#### Concejales electos
| Candidato                  | Pacto                         | Partido | Votos | %    |
| -------------------------- | ----------------------------- | ------- | ----- | ---- |
| Sandra Peralta Balcaza     | Chile Digno, Verde y Soberano | PCCh    | 920   | 4,99 |
| Patricio Riveros Zepeda    | Chile Vamos                   | RN      | 992   | 5,39 |
| Miguel Cabrera Valdivia    | Frente Amplio                 | CS      | 1.034 | 5,61 |
| Juan Reyes Reyes           | Unidos por la Dignidad        | DC      | 766   | 4,16 |
| Jaime Órdenes Rojo         | Unidad por el Apruebo         | PPD     | 370   | 2,01 |
| Orietta Valencia Rodríguez | Unidad por el Apruebo         | PR      | 901   | 4,89 |

     Concejal que obtiene la primera mayoría de votos en las elecciones municipales, realizadas el 15 y 16 de mayo de 2021.

### La Cruz

#### Alcalde
| Alcaldesa actual           | Maite Larrondo Laborde (UDI) | Maite Larrondo Laborde (UDI) | Maite Larrondo Laborde (UDI) | Maite Larrondo Laborde (UDI) | Maite Larrondo Laborde (UDI) |
| Candidato/a                | Pacto                        | Partido                      | Votos                        | %                            | Resultado                    |
| -------------------------- | ---------------------------- | ---------------------------- | ---------------------------- | ---------------------------- | ---------------------------- |
| Mirentxu Arraztoa Larrondo | Chile Vamos                  | UDI                          | 3.770                        | 43,74                        |                              |
| Filomena Navia Hevia       | Unidad por el Apruebo        | PS                           | 3.817                        | 44,29                        | Electa                       |
| Andrés Leiva Valencia      | Independiente                | Ind.                         | 1.032                        | 11,97                        |                              |

#### Concejales electos
| Candidato                | Pacto                 | Partido  | Votos | %     |
| ------------------------ | --------------------- | -------- | ----- | ----- |
| Irma Espinoza Díaz       | Unidad por el Apruebo | PS       | 722   | 8,68  |
| Eunice Navia Barboza     | Unidad por el Apruebo | PS       | 753   | 9,05  |
| Hernán Anguita Arriagada | Unidad por el Apruebo | PS       | 980   | 11,78 |
| Paolo Sanhueza Beretta   | Chile Vamos           | UDI      | 888   | 10,67 |
| Jaime Ponce Vera         | Chile Vamos           | Ind./UDI | 765   | 9,19  |
| Rolando Arcos Arredondo  | Unidad por el Apruebo | PR       | 1.031 | 12,39 |

     Concejal que obtiene la primera mayoría de votos en las elecciones municipales, realizadas el 15 y 16 de mayo de 2021.

### Nogales

#### Alcalde
| Alcaldesa actual         | Margarita Osorio Pizarro (Ind./Chile Vamos) | Margarita Osorio Pizarro (Ind./Chile Vamos) | Margarita Osorio Pizarro (Ind./Chile Vamos) | Margarita Osorio Pizarro (Ind./Chile Vamos) | Margarita Osorio Pizarro (Ind./Chile Vamos) |
| Candidato/a              | Pacto                                       | Partido                                     | Votos                                       | %                                           | Resultado                                   |
| ------------------------ | ------------------------------------------- | ------------------------------------------- | ------------------------------------------- | ------------------------------------------- | ------------------------------------------- |
| Margarita Osorio Pizarro | Chile Vamos                                 | Ind.                                        | 5.030                                       | 50,40                                       | Electa                                      |
| Ricardo Aliaga Gómez     | Unidos por la Dignidad                      | DC                                          | 2.985                                       | 29,91                                       |                                             |
| Jonathan Vásquez León    | Chile Digno, Verde y Soberano               | PCCh                                        | 1.966                                       | 19,70                                       |                                             |

#### Concejales electos
| Candidato                   | Pacto                         | Partido   | Votos | %    |
| --------------------------- | ----------------------------- | --------- | ----- | ---- |
| Claudio Alvarado Leiva      | Chile Digno, Verde y Soberano | Ind./PCCh | 415   | 4,34 |
| Carlos Ortega Valencia      | Unidos por el Apruebo         | DC        | 484   | 5,06 |
| María Bahamondes Bahamondes | Unidad por el Apruebo         | Ind./PPD  | 403   | 4,21 |
| María Saavedra Tapia        | Unidad por el Apruebo         | PS        | 443   | 4,63 |
| Leslie Pacheco Ramírez      | Chile Vamos                   | Ind./UDI  | 489   | 5,11 |
| Claudio Tapia Mendoza       | Unidad por el Apruebo         | PR        | 468   | 4,89 |

     Concejal que obtiene la primera mayoría de votos en las elecciones municipales, realizadas el 15 y 16 de mayo de 2021.

### Quillota

#### Alcalde
| Alcalde actual           | Luis Mella Gajardo (DC)       | Luis Mella Gajardo (DC) | Luis Mella Gajardo (DC) | Luis Mella Gajardo (DC) | Luis Mella Gajardo (DC) |
| Candidato/a              | Pacto                         | Partido                 | Votos                   | %                       | Resultado               |
| ------------------------ | ----------------------------- | ----------------------- | ----------------------- | ----------------------- | ----------------------- |
| Cristián Cerda Schneider | Chile Vamos                   | RN                      | 2.745                   | 9,18                    |                         |
| Mauricio Ávila Pino      | Unidos por la Dignidad        | DC                      | 7.954                   | 26,61                   |                         |
| Yerko Gutiérrez Álvarez  | Chile Digno, Verde y Soberano | FREVS                   | 2.670                   | 8,93                    |                         |
| Óscar Calderón Sánchez   | Independiente                 | Ind.                    | 16.520                  | 55,27                   | Electo                  |

#### Concejales electos
| Candidato                | Pacto                         | Partido  | Votos | %    |
| ------------------------ | ----------------------------- | -------- | ----- | ---- |
| Daniela Cisternas Meriño | Chile Digno, Verde y Soberano | PCCh     | 1.181 | 4,08 |
| Silvio Ibaceta Astudillo | Chile Digno, Verde y Soberano | PCCh     | 1.260 | 4,35 |
| Regina Brito Jeria       | Chile Vamos                   | RN       | 1.566 | 5,41 |
| Roberto Vergara Saavedra | Unidos por la Dignidad        | DC       | 1.554 | 5,37 |
| Eduardo Ormazabal Mayol  | Unidos por la Dignidad        | Ind.     | 1.048 | 3,62 |
| Karen Madrid Oyarzo      | Unidad por el Apruebo         | Ind./PPD | 853   | 2,95 |
| Carlos Pacheco Díaz      | Unidad por el Apruebo         | PR       | 1.485 | 5,13 |
| Ramón Balbontín Leiva    | Unidad por el Apruebo         | PR       | 1.207 | 4,17 |

     Concejal que obtiene la primera mayoría de votos en las elecciones municipales, realizadas el 15 y 16 de mayo de 2021.

## Provincia de San Antonio

### Algarrobo

#### Alcalde
| Alcalde actual          | José Yáñez Maldonado (UDI) | José Yáñez Maldonado (UDI) | José Yáñez Maldonado (UDI) | José Yáñez Maldonado (UDI) | José Yáñez Maldonado (UDI) |
| Candidato/a             | Pacto                      | Partido                    | Votos                      | %                          | Resultado                  |
| ----------------------- | -------------------------- | -------------------------- | -------------------------- | -------------------------- | -------------------------- |
| José Yáñez Maldonado    | Chile Vamos                | UDI                        | 3.817                      | 51,12                      | Electo                     |
| Eduardo Salgado Reyes   | Unión Patriótica           | UPA                        | 167                        | 2,24                       |                            |
| Jessica García Phillips | Independiente              | Ind.                       | 1.354                      | 18,13                      |                            |
| Santiago Vera Torrealba | Independiente              | Ind.                       | 2.129                      | 28,51                      |                            |

#### Concejales electos
| Candidato                  | Pacto                  | Partido | Votos | %     |
| -------------------------- | ---------------------- | ------- | ----- | ----- |
| Marco González Candia      | Chile Vamos            | RN      | 804   | 10,99 |
| Luis Núñez Berrios         | Chile Vamos            | RN      | 274   | 3,74  |
| Fernando Gómez Ceballos    | Unidos por la Dignidad | DC      | 454   | 6,20  |
| Carlos Tapia Aviles        | Chile Vamos            | PRI     | 511   | 6,98  |
| Harry Álvarez Alballay     | Chile Vamos            | UDI     | 269   | 3,68  |
| Marcela Mansilla Potocnjak | Independiente          | Ind.    | 775   | 10,59 |

     Concejal que obtiene la primera mayoría de votos en las elecciones municipales, realizadas el 15 y 16 de mayo de 2021.

### Cartagena

#### Alcalde
| Alcalde actual          | Rodrigo García Tapia (PPD) | Rodrigo García Tapia (PPD) | Rodrigo García Tapia (PPD) | Rodrigo García Tapia (PPD) | Rodrigo García Tapia (PPD) |
| Candidato/a             | Pacto                      | Partido                    | Votos                      | %                          | Resultado                  |
| ----------------------- | -------------------------- | -------------------------- | -------------------------- | -------------------------- | -------------------------- |
| Raúl Lorca Merino       | Chile Vamos                | PRI                        | 669                        | 8,20                       |                            |
| Bernardo Álvarez García | Frente Amplio              | Com.                       | 3.090                      | 37,90                      |                            |
| Rodrigo García Tapia    | Unidad por el Apruebo      | PPD                        | 4.395                      | 53,90                      | Electo                     |

#### Concejales electos
| Candidato                 | Pacto                  | Partido   | Votos | %    |
| ------------------------- | ---------------------- | --------- | ----- | ---- |
| Marco Verdala Urzua       | Chile Vamos            | RN        | 564   | 6,98 |
| Camila Peredo García      | Frente Amplio          | Ind./Com. | 485   | 6,00 |
| Patricia Leiva Gómez      | Unidos por la Dignidad | DC        | 312   | 3,86 |
| Patricia Quiroz Pehuenche | Unidad por el Apruebo  | PPD       | 789   | 9,77 |
| Lidia Silva García        | Chile Vamos            | UDI       | 666   | 8,24 |
| Ángel Armijo Ampuero      | Unidad por el Apruebo  | PR        | 603   | 7,46 |

     Concejal que obtiene la primera mayoría de votos en las elecciones municipales, realizadas el 15 y 16 de mayo de 2021.

### El Tabo

#### Alcalde
| Alcalde actual         | Alfonso Muñoz Aravena (PS) | Alfonso Muñoz Aravena (PS) | Alfonso Muñoz Aravena (PS) | Alfonso Muñoz Aravena (PS) | Alfonso Muñoz Aravena (PS) |
| Candidato/a            | Pacto                      | Partido                    | Votos                      | %                          | Resultado                  |
| ---------------------- | -------------------------- | -------------------------- | -------------------------- | -------------------------- | -------------------------- |
| Gloria Carrasco Núñez  | Chile Vamos                | RN                         | 1.311                      | 18,85                      |                            |
| Alfonso Muñoz Aravena  | Unidad por el Apruebo      | PS                         | 2.458                      | 35,34                      | Electo                     |
| Luis García Jofré      | Independiente              | Ind.                       | 1.416                      | 20,36                      |                            |
| Rodrigo Tobar Gallardo | Independiente              | Ind.                       | 1.021                      | 14,68                      |                            |
| Verónica Rojas Arenas  | Independiente              | Ind.                       | 312                        | 4,49                       |                            |
| Yuri Ravest Fritz      | Independiente              | Ind.                       | 437                        | 6,28                       |                            |

#### Concejales electos
| Candidato                | Pacto                         | Partido  | Votos | %    |
| ------------------------ | ----------------------------- | -------- | ----- | ---- |
| Yuri Salamanca Morales   | Chile Digno, Verde y Soberano | PCCh     | 349   | 5,12 |
| José Urrea Castañeda     | Chile Vamos                   | RN       | 345   | 5,06 |
| Rolando Espinoza Aguirre | Frente Amplio                 | Com.     | 562   | 8,25 |
| José Veas Berrios        | Unidos por la Dignidad        | Ind.     | 350   | 5,13 |
| Marcela Guzmán Romo      | Unidad por el Apruebo         | Ind./PPD | 344   | 5,05 |
| Regina Hito Becerra      | Chile Vamos                   | UDI      | 544   | 7,98 |

     Concejal que obtiene la primera mayoría de votos en las elecciones municipales, realizadas el 15 y 16 de mayo de 2021.

### El Quisco

#### Alcalde
| Alcaldesa actual        | Natalia Carrasco Pizarro (DC) | Natalia Carrasco Pizarro (DC) | Natalia Carrasco Pizarro (DC) | Natalia Carrasco Pizarro (DC) | Natalia Carrasco Pizarro (DC) |
| Candidato/a             | Pacto                         | Partido                       | Votos                         | %                             | Resultado                     |
| ----------------------- | ----------------------------- | ----------------------------- | ----------------------------- | ----------------------------- | ----------------------------- |
| Karime Chamal Ormeño    | Chile Vamos                   | UDI                           | 1.474                         | 18,90                         |                               |
| Dania Contreras Jiménez | Unidad por el Apruebo         | DC                            | 1.789                         | 22,94                         |                               |
| Mario Pérez Barrera     | Chile Digno, Verde y Soberano | PCCh                          | 1.731                         | 22,19                         |                               |
| José Jofré Bustos       | Independiente                 | Ind.                          | 2.806                         | 35,97                         | Electo                        |

#### Concejales electos
| Candidato                | Pacto                         | Partido | Votos | %     |
| ------------------------ | ----------------------------- | ------- | ----- | ----- |
| Guillermo Romo Díaz      | Chile Digno, Verde y Soberano | PCCh    | 292   | 3,82  |
| Luis Álvarez Bianchi     | Chile Vamos                   | Ind./RN | 393   | 5,14  |
| Rosa Leal Fuentes        | Frente Amplio                 | CS      | 213   | 2,78  |
| Natalia Carrasco Pizarro | Unidos por la Dignidad        | DC      | 1.338 | 17,49 |
| Marcia Iturra Miranda    | Unidos por la Dignidad        | Ind.    | 442   | 5,78  |
| Manuel González Vidal    | Chile Vamos                   | UDI     | 221   | 2,89  |

     Concejal que obtiene la primera mayoría de votos en las elecciones municipales, realizadas el 15 y 16 de mayo de 2021.

### San Antonio

#### Alcalde
| Alcalde actual           | Omar Vera Castro (Ind.) | Omar Vera Castro (Ind.) | Omar Vera Castro (Ind.) | Omar Vera Castro (Ind.) | Omar Vera Castro (Ind.) |
| Candidato/a              | Pacto                   | Partido                 | Votos                   | %                       | Resultado               |
| ------------------------ | ----------------------- | ----------------------- | ----------------------- | ----------------------- | ----------------------- |
| Marcelo Muñoz Morales    | Chile Vamos             | RN                      | 2.813                   | 8,12                    |                         |
| Caroline Sireau Guajardo | Frente Amplio           | Com.                    | 3.026                   | 8,73                    |                         |
| Juan Olivares Meza       | Dignidad Ahora!         | Ind.                    | 4.894                   | 14,12                   |                         |
| Jorge Jorquera Castro    | Unidos por la Dignidad  | DC                      | 7.055                   | 20,36                   |                         |
| Constanza Lizana Sierra  | Independiente           | Ind.                    | 10.563                  | 30,48                   | Electa                  |
| Manuel Villatoro Jerez   | Independiente           | Ind.                    | 6.306                   | 18,20                   |                         |

#### Concejales electos
| Candidato                     | Pacto                         | Partido   | Votos | %    |
| ----------------------------- | ----------------------------- | --------- | ----- | ---- |
| Maximiliano Miranda Hernández | Chile Digno, Verde y Soberano | PCCh      | 2.531 | 7,59 |
| Ricardo García Vera           | Chile Vamos                   | Ind./RN   | 652   | 1,95 |
| Jose Ibarra Ibarra            | Frente Amplio                 | Ind./Com. | 626   | 1,88 |
| Manuel Meza Hinojosa          | Unidos por la Dignidad        | DC        | 2.131 | 6,39 |
| Milko Caracciolo Soto         | Dignidad Ahora!               | PI        | 2.675 | 8,02 |
| Valentina Riquelme Guerrero   | Dignidad Ahora!               | Ind./PI   | 1.404 | 4,21 |
| Paola Améstica González       | Unidad por el Apruebo         | PS        | 1.073 | 3,22 |
| Alexis Lizama Abarca          | Unidad por el Apruebo         | Ind./PR   | 1.145 | 3,43 |

     Concejal que obtiene la primera mayoría de votos en las elecciones municipales, realizadas el 15 y 16 de mayo de 2021.

### Santo Domingo

#### Alcalde
| Alcalde actual        | Fernando Rodríguez Larraín (UDI) | Fernando Rodríguez Larraín (UDI) | Fernando Rodríguez Larraín (UDI) | Fernando Rodríguez Larraín (UDI) | Fernando Rodríguez Larraín (UDI) |
| Candidato/a           | Pacto                            | Partido                          | Votos                            | %                                | Resultado                        |
| --------------------- | -------------------------------- | -------------------------------- | -------------------------------- | -------------------------------- | -------------------------------- |
| Dino Paolo Lotito     | Chile Vamos                      | RN                               | 4.306                            | 64,63                            | Electo                           |
| Romy Farías Caballero | Unidos por la Dignidad           | DC                               | 2.357                            | 35,37                            |                                  |

     Candidato a alcalde que ganó una primaria legal en la comuna, realizadas el 29 de noviembre de 2020.

#### Concejales electos
| Candidato                 | Pacto                  | Partido  | Votos | %     |
| ------------------------- | ---------------------- | -------- | ----- | ----- |
| Matías Rodríguez Bravo    | Chile Vamos            | RN       | 431   | 6,59  |
| Fernando Cornejo Ugarte   | Unidos por la Dignidad | DC       | 512   | 7,83  |
| Fabiola Contreras Fuentes | Unidos por la Dignidad | DC       | 460   | 7,03  |
| Germán Mayo de Goyeneche  | Chile Vamos            | UDI      | 433   | 6,62  |
| María Rodríguez Larraín   | Chile Vamos            | Ind./UDI | 687   | 10,50 |
| Felipe Soto Abarca        | Unidad por el Apruebo  | Ind./PR  | 216   | 3,30  |

     Concejal que obtiene la primera mayoría de votos en las elecciones municipales, realizadas el 15 y 16 de mayo de 2021.

## Provincia de San Felipe de Aconcagua

### Catemu

#### Alcalde
| Alcalde actual            | Boris Luksic Nieto (Ind./Chile Vamos) | Boris Luksic Nieto (Ind./Chile Vamos) | Boris Luksic Nieto (Ind./Chile Vamos) | Boris Luksic Nieto (Ind./Chile Vamos) | Boris Luksic Nieto (Ind./Chile Vamos) |
| Candidato                 | Pacto                                 | Partido                               | Votos                                 | %                                     | Resultado                             |
| ------------------------- | ------------------------------------- | ------------------------------------- | ------------------------------------- | ------------------------------------- | ------------------------------------- |
| Harry Bailey Valenzuela   | Chile Vamos                           | Ind.                                  | 745                                   | 12,70                                 |                                       |
| Felipe González Arancibia | Unidos por la Dignidad                | DC                                    | 1.571                                 | 26,79                                 |                                       |
| Benjamín Koch Chacón      | Independiente                         | Ind.                                  | 1.001                                 | 17,07                                 |                                       |
| Rodrigo Díaz Brito        | Independiente                         | Ind.                                  | 2.204                                 | 37,58                                 | Electo                                |
| Manuel Arancibia Morales  | Independiente                         | Ind.                                  | 344                                   | 5,87                                  |                                       |

#### Concejales electos
| Candidato                  | Pacto                  | Partido | Votos | %     |
| -------------------------- | ---------------------- | ------- | ----- | ----- |
| Jessica González Silva     | Chile Vamos            | Ind./RN | 430   | 7,49  |
| César Brito Zamora         | Frente Amplio          | Ind./CS | 853   | 14,86 |
| Belén Guerreño Zamora      | Frente Amplio          | Ind./CS | 594   | 10,34 |
| Guillermo Vásquez Oliveros | Unidos por la Dignidad | Ind.    | 399   | 6,95  |
| Claudia Villar Ahumada     | Unidad por el Apruebo  | PPD     | 541   | 9,42  |
| Claudio Núñez Cataldo      | Unidad por el Apruebo  | PPD     | 340   | 5,92  |

     Concejal que obtiene la primera mayoría de votos en las elecciones municipales, realizadas el 15 y 16 de mayo de 2021.

### Llay-Llay

#### Alcalde
| Alcalde actual             | Edgardo González Arancibia (DC) | Edgardo González Arancibia (DC) | Edgardo González Arancibia (DC) | Edgardo González Arancibia (DC) | Edgardo González Arancibia (DC) |
| Candidato                  | Pacto                           | Partido                         | Votos                           | %                               | Resultado                       |
| -------------------------- | ------------------------------- | ------------------------------- | ------------------------------- | ------------------------------- | ------------------------------- |
| Fernando Astorga Terraza   | Chile Vamos                     | Ind.                            | 2.100                           | 20,71                           |                                 |
| Edgardo González Arancibia | Unidos por la Dignidad          | DC                              | 5.927                           | 58,46                           | Electo                          |
| Carlos Miranda Rozas       | Chile Digno, Verde y Soberano   | PCCh                            | 2.112                           | 20,83                           |                                 |

#### Concejales electos
| Candidato                 | Pacto                         | Partido | Votos | %    |
| ------------------------- | ----------------------------- | ------- | ----- | ---- |
| Miguel Cisterna Castro    | Chile Digno, Verde y Soberano | PCCh    | 359   | 3,64 |
| Pamela Arevalo Langenbach | Chile Vamos                   | Ind./RN | 666   | 6,75 |
| Daniel Zamora Hinostroza  | Frente Amplio                 | Ind./CS | 943   | 9,56 |
| José Garate Barrera       | Unidos por la Dignidad        | Ind.    | 409   | 4,15 |
| José Fuentes Luco         | Unidad por el Apruebo         | PPD     | 333   | 3,38 |
| Alejandro Arancibia Reyes | Unidad por el Apruebo         | PS      | 887   | 8,99 |

     Concejal que obtiene la primera mayoría de votos en las elecciones municipales, realizadas el 15 y 16 de mayo de 2021.

### Panquehue

#### Alcalde
| Alcalde actual             | Luis Pradenas Morán (UDI) | Luis Pradenas Morán (UDI) | Luis Pradenas Morán (UDI) | Luis Pradenas Morán (UDI) | Luis Pradenas Morán (UDI) |
| Candidato/a                | Pacto                     | Partido                   | Votos                     | %                         | Resultado                 |
| -------------------------- | ------------------------- | ------------------------- | ------------------------- | ------------------------- | ------------------------- |
| Margarita Vélez Malgue     | Chile Vamos               | UDI                       | 1.548                     | 38,64                     |                           |
| Gonzalo Vergara Lizana     | Unidos por la Dignidad    | DC                        | 2.005                     | 50,05                     | Electo                    |
| Magali Sepúlveda Contreras | Independiente             | Ind.                      | 453                       | 11,31                     |                           |

     Candidata a alcaldesa que ganó una primaria legal en la comuna, realizadas el 29 de noviembre de 2020.

#### Concejales electos
| Candidato                | Pacto                  | Partido  | Votos | %    |
| ------------------------ | ---------------------- | -------- | ----- | ---- |
| Vanessa Ossandón Cáceres | Chile Vamos            | Ind./RN  | 285   | 7,30 |
| Gabriela Vega Acevedo    | Unidos por la Dignidad | Ind.     | 199   | 5,10 |
| Rosario Díaz Ávila       | Unidad por el Apruebo  | Ind./PPD | 264   | 6,77 |
| Marcelo Olguín Moreno    | Unidad por el Apruebo  | PS       | 309   | 7,92 |
| Ítalo Bruna Valdivia     | Chile Vamos            | UDI      | 362   | 9,28 |
| Manuel Zamora Escobar    | Chile Vamos            | UDI      | 278   | 7,12 |

     Concejal que obtiene la primera mayoría de votos en las elecciones municipales, realizadas el 15 y 16 de mayo de 2021.

### Putaendo

#### Alcalde
| Julio Aravena Céspedes   | Chile Vamos                   | RN   | 1.145 | 17,92 |        |  |                         |               |    |     |      |  |
| Ulises Tobar Cassi       | Unidos por la Dignidad        | DC   | 303   | 4,74  |        |  |                         |               |    |     |      |  |
| Javier Pizarro Gajardo   | Chile Digno, Verde y Soberano | PCCh | 335   | 5,24  |        |  |                         |               |    |     |      |  |
| Fabián Muñoz Díaz        | Unidad por el Apruebo         | PS   | 1.209 | 18,93 |        |  | Verónica Barrera Alfaro | Frente Amplio | CS | 273 | 4,27 |  |
| Julio Calderón Cortés    | Independiente                 | Ind. | 242   | 3,79  |        |  |                         |               |    |     |      |  |
| Patricio González Núñez  | Independiente                 | Ind. | 1.031 | 16,14 |        |  |                         |               |    |     |      |  |
| Mauricio Quiroz Chamorro | Independiente                 | Ind. | 1.231 | 19,27 | Electo |  |                         |               |    |     |      |  |
| Lorena Veliz Flores      | Independiente                 | Ind. | 619   | 9,69  |        |  |                         |               |    |     |      |  |

     Candidata a alcaldesa que ganó una primaria legal en la comuna, realizadas el 29 de noviembre de 2020.

#### Concejales electos
| Candidato                 | Pacto                         | Partido  | Votos | %     |
| ------------------------- | ----------------------------- | -------- | ----- | ----- |
| Carlos Gallardo Lobos     | Chile Digno, Verde y Soberano | PCCh     | 402   | 6,46  |
| Miguel Ortiz Henríquez    | Chile Vamos                   | RN       | 313   | 5,03  |
| Mariana Bravo Ahumada     | Unidos por la Dignidad        | Ind.     | 259   | 4,16  |
| Marta Silva Olguín        | Unidad por el Apruebo         | PS       | 418   | 6,72  |
| Sebastián Caldera Caldera | Chile Vamos                   | Ind./UDI | 418   | 6,72  |
| Francisco Casas Muñoz     | Independiente                 | Ind.     | 1.196 | 19,23 |

     Concejal que obtiene la primera mayoría de votos en las elecciones municipales, realizadas el 15 y 16 de mayo de 2021.

### San Felipe

#### Alcalde
| Alcalde actual          | Christian Beals Campos (Ind./Chile Vamos) | Christian Beals Campos (Ind./Chile Vamos) | Christian Beals Campos (Ind./Chile Vamos) | Christian Beals Campos (Ind./Chile Vamos) | Christian Beals Campos (Ind./Chile Vamos) |
| Candidato               | Pacto                                     | Partido                                   | Votos                                     | %                                         | Resultado                                 |
| ----------------------- | ----------------------------------------- | ----------------------------------------- | ----------------------------------------- | ----------------------------------------- | ----------------------------------------- |
| Christian Beals Campos  | Chile Vamos                               | RN                                        | 5.241                                     | 20,66                                     |                                           |
| Francisca Bello Campos  | Frente Amplio                             | CS                                        | 3.482                                     | 13,73                                     |                                           |
| Boris Aedo Torres       | Chile Digno, Verde y Soberano             | PCCh                                      | 2.290                                     | 9,03                                      |                                           |
| Carmen Castillo Taucher | Unidad por el Apruebo                     | Ind.                                      | 8.406                                     | 33,13                                     | Electa                                    |
| Patricio Freire Canto   | Independiente                             | Ind.                                      | 5.950                                     | 23,45                                     |                                           |

#### Concejales electos
| Candidato                       | Pacto                         | Partido                  | Votos | %    |
| ------------------------------- | ----------------------------- | ------------------------ | ----- | ---- |
| Ricardo Covarrubias Covarrubias | Chile Digno, Verde y Soberano | PCCh                     | 2.036 | 8,38 |
| Patricia Boffa Casas            | Chile Vamos                   | RN                       | 1.158 | 4,77 |
| Juan Sabaj Paublo               | Chile Vamos                   | Ind./RN                  | 1.847 | 7,60 |
| Rafael Sottolichio Bauer        | Frente Amplio                 | Ind./Convergencia Social | 1.248 | 5,14 |
| Guillermo Lillo Vivar           | Unidos por la Dignidad        | PRO                      | 1.092 | 4,49 |
| Basilio Muena Arias             | Unidad por el Apruebo         | Ind./PR                  | 615   | 2,53 |

     Concejal que obtiene la primera mayoría de votos en las elecciones municipales, realizadas el 15 y 16 de mayo de 2021.

### Santa María

#### Alcalde
| Alcalde actual          | Claudio Zurita Ibarra (PPD)   | Claudio Zurita Ibarra (PPD) | Claudio Zurita Ibarra (PPD) | Claudio Zurita Ibarra (PPD) | Claudio Zurita Ibarra (PPD) |
| Candidato               | Pacto                         | Partido                     | Votos                       | %                           | Resultado                   |
| ----------------------- | ----------------------------- | --------------------------- | --------------------------- | --------------------------- | --------------------------- |
| Marisol Ponce Cisterna  | Chile Vamos                   | UDI                         | 814                         | 14,11                       |                             |
| Manuel León Saa         | Unidad por el Apruebo         | PPD                         | 3.385                       | 58,66                       | Electo                      |
| Matías González Morales | Chile Digno, Verde y Soberano | PCCh                        | 478                         | 8,28                        |                             |
| Marco Cortez Llopis     | Independiente                 | Ind.                        | 1.094                       | 18,96                       |                             |

#### Concejales electos
| Candidato               | Pacto                  | Partido  | Votos | %     |
| ----------------------- | ---------------------- | -------- | ----- | ----- |
| Edison Arancibia Brante | Chile Vamos            | RN       | 581   | 10,19 |
| Abel Valdivia Rozas     | Unidos por la Dignidad | Ind.     | 388   | 6,81  |
| Claudio Zurita Ibarra   | Unidad por el Apruebo  | PPD      | 2.030 | 35,62 |
| Albina Marambio Correa  | Unidad por el Apruebo  | PPD      | 140   | 2,46  |
| Maritza Reinoso Ibaceta | Unidad por el Apruebo  | Ind./PPD | 138   | 2,42  |
| David Olguín Vargas     | Unidad por el Apruebo  | PS       | 392   | 6,88  |

     Concejal que obtiene la primera mayoría de votos en las elecciones municipales, realizadas el 15 y 16 de mayo de 2021.

## Provincia de Valparaíso

### Casablanca

#### Alcalde
| Alcalde actual           | Rodrigo Martínez Roca (RN) | Rodrigo Martínez Roca (RN) | Rodrigo Martínez Roca (RN) | Rodrigo Martínez Roca (RN) | Rodrigo Martínez Roca (RN) |
| Candidato/a              | Pacto                      | Partido                    | Votos                      | %                          | Resultado                  |
| ------------------------ | -------------------------- | -------------------------- | -------------------------- | -------------------------- | -------------------------- |
| Rodrigo Martínez Roca    | Chile Vamos                | RN                         | 3.928                      | 36,29                      |                            |
| Francisco Riquelme López | Frente Amplio              | RD                         | 4.284                      | 39,58                      | Electo                     |
| Iván Durán Palma         | Unidad por el Apruebo      | Ind.                       | 2.613                      | 24,14                      |                            |

#### Concejales electos
| Candidato                  | Pacto                  | Partido | Votos | %     |
| -------------------------- | ---------------------- | ------- | ----- | ----- |
| Ilse Ponce Álvarez         | Chile Vamos            | RN      | 843   | 8,06  |
| Alex Santander Carrasco    | Frente Amplio          | Ind./CS | 505   | 4,83  |
| Susana Pinto Alcayaga      | Unidos por la Dignidad | DC      | 390   | 3,73  |
| Manuel Vera Delgado        | Unidos por la Dignidad | Ind.    | 789   | 7,54  |
| Fernando Aranda Barrientos | Unidad por el Apruebo  | PS      | 602   | 5,76  |
| Marcelo Pozo Cerda         | Independiente          | Ind.    | 1.734 | 16,58 |

     Concejal que obtiene la primera mayoría de votos en las elecciones municipales, realizadas el 15 y 16 de mayo de 2021.

### Concón

#### Alcalde
| Alcalde actual            | Oscar Sumonte González (Ind.) | Oscar Sumonte González (Ind.) | Oscar Sumonte González (Ind.) | Oscar Sumonte González (Ind.) | Oscar Sumonte González (Ind.) |
| Candidato/a               | Pacto                         | Partido                       | Votos                         | %                             | Resultado                     |
| ------------------------- | ----------------------------- | ----------------------------- | ----------------------------- | ----------------------------- | ----------------------------- |
| Jorge Valdovinos Gómez    | Chile Vamos                   | Ind.                          | 3.738                         | 16,9                          |                               |
| Marcial Ortiz Flores      | Unidos por la Dignidad        | DC                            | 931                           | 4,21                          |                               |
| Marcia Tapia Navia        | Unión Patriótica              | UPA                           | 789                           | 3,57                          |                               |
| Ricardo Urenda Herencia   | Independiente                 | Ind.                          | 4.197                         | 18,98                         |                               |
| Luis Rivera Caneo         | Independiente                 | Ind.                          | 3.511                         | 15,87                         |                               |
| Freddy Ramírez Villalobos | Independiente                 | Ind.                          | 4.883                         | 22,08                         | Electo                        |
| Pablo Rojas Daydi         | Independiente                 | Ind.                          | 4.069                         | 18,4                          |                               |

     Candidato a alcalde que ganó una primaria legal en la comuna, realizadas el 29 de noviembre de 2020.

#### Concejales electos
| Candidato                         | Pacto                  | Partido      | Votos | %    |
| --------------------------------- | ---------------------- | ------------ | ----- | ---- |
| Gabriela Orfali Abud              | Chile Vamos            | RN           | 1.399 | 6,47 |
| Ilen Sáez Larravide               | Frente Amplio          | Ind./CS      | 1.300 | 6,01 |
| Elda Arteaga Breiding             | Unidos por la Dignidad | DC           | 846   | 3,91 |
| María José Aguirre Neuenschwander | Chile Vamos            | Ind./Evópoli | 1.964 | 9,04 |
| Sandra Contreras Álvarez          | Chile Vamos            | UDI          | 850   | 3,93 |
| Alberto Fernández López           | Unidad por el Apruebo  | PR           | 1.555 | 7,19 |

     Concejal que obtiene la primera mayoría de votos en las elecciones municipales, realizadas el 15 y 16 de mayo de 2021.

### Juan Fernández

#### Alcalde
| Alcalde actual         | Leopoldo González Charpentier (RN) | Leopoldo González Charpentier (RN) | Leopoldo González Charpentier (RN) | Leopoldo González Charpentier (RN) | Leopoldo González Charpentier (RN) |
| Candidato/a            | Pacto                              | Partido                            | Votos                              | %                                  | Resultado                          |
| ---------------------- | ---------------------------------- | ---------------------------------- | ---------------------------------- | ---------------------------------- | ---------------------------------- |
| Diego León Tudela      | Chile Vamos                        | Ind.                               | 131                                | 20,40                              |                                    |
| Pablo Manríquez Angulo | Unidad por el Apruebo              | Ind.                               | 511                                | 79,60                              | Electo                             |

#### Concejales electos
| Candidato                 | Pacto         | Partido | Votos | %     |
| ------------------------- | ------------- | ------- | ----- | ----- |
| Ernesto Paredes Avalos    | Chile Vamos   | Ind./RN | 45    | 7,00  |
| Elizabeth Celedón de Rodt | Frente Amplio | Ind./CS | 101   | 15,71 |
| Andrés Salas Burgos       | Frente Amplio | Ind./CS | 95    | 14,77 |
| Manuel Vera               | Frente Amplio | Ind./CS | 789   | 7,54  |
| Héctor Melo Paredes       | Frente Amplio | Ind./CS | 84    | 13,06 |
| Jaritza Rivadeneira Muena | Frente Amplio | Ind./CS | 117   | 18,20 |

### Puchuncaví

#### Alcalde
| Alcaldesa actual       | Eliana Olmos Solís (Ind.) | Eliana Olmos Solís (Ind.) | Eliana Olmos Solís (Ind.) | Eliana Olmos Solís (Ind.) | Eliana Olmos Solís (Ind.) |
| Candidato/a            | Pacto                     | Partido                   | Votos                     | %                         | Resultado                 |
| ---------------------- | ------------------------- | ------------------------- | ------------------------- | ------------------------- | ------------------------- |
| Marcos Morales Ureta   | Chile Vamos               | Ind.                      | 3.482                     | 38,13                     | Electo                    |
| Javiera Gaete Mendoza  | Unidad por el Apruebo     | PR                        | 669                       | 7,33                      |                           |
| Ana Villarroel Pacheco | Independiente             | Ind.                      | 1.280                     | 14,02                     |                           |
| Eliana Olmos Solís     | Independiente             | Ind.                      | 2.499                     | 26,82                     |                           |
| Hugo Rojas Julio       | Independiente             | Ind.                      | 911                       | 9,98                      |                           |
| Eduardo Veas Ogaz      | Independiente             | Ind.                      | 340                       | 3,72                      |                           |

#### Concejales electos
| Candidato               | Pacto                         | Partido    | Votos | %    |
| ----------------------- | ----------------------------- | ---------- | ----- | ---- |
| Andrés Campos Vallejos  | Chile Digno, Verde y Soberano | Ind./FREVS | 396   | 4,47 |
| Maryolen Zamora Escobar | Chile Vamos                   | RN         | 489   | 5,52 |
| Ricardo Quero Arancibia | Frente Amplio                 | Ind./Com.  | 476   | 5,37 |
| Juan Peña Bernal        | Unidos por la Dignidad        | Ind.       | 499   | 5,63 |
| Erika Galarce Menendez  | Unidad por el Apruebo         | PPD        | 380   | 4,29 |
| Juan Pérez Herrera      | Chile Vamos                   | UDI        | 512   | 5,78 |

     Concejal que obtiene la primera mayoría de votos en las elecciones municipales, realizadas el 15 y 16 de mayo de 2021.

### Quintero

#### Alcalde
| Alcalde actual             | Mauricio Carrasco Pardo (Ind.) | Mauricio Carrasco Pardo (Ind.) | Mauricio Carrasco Pardo (Ind.) | Mauricio Carrasco Pardo (Ind.) | Mauricio Carrasco Pardo (Ind.) |
| Candidato/a                | Pacto                          | Partido                        | Votos                          | %                              | Resultado                      |
| -------------------------- | ------------------------------ | ------------------------------ | ------------------------------ | ------------------------------ | ------------------------------ |
| Felipe Vergara Lucero      | Chile Vamos                    | RN                             | 1.698                          | 15,38                          |                                |
| Jorge San Martín Gutiérrez | Independiente                  | Ind.                           | 1.553                          | 14,07                          |                                |
| Mauricio Carrasco Pardo    | Independiente                  | Ind.                           | 6.210                          | 56,25                          | Electo                         |
| Oscar Riveros Mena         | Independiente                  | Ind.                           | 474                            | 4,29                           |                                |
| Eduardo Carreño Pinto      | Independiente                  | Ind.                           | 807                            | 7,31                           |                                |
| Oscar Poblete Inostroza    | Independiente                  | Ind.                           | 298                            | 2,70                           |                                |

#### Concejales electos
| Candidato                     | Pacto                         | Partido  | Votos | %    |
| ----------------------------- | ----------------------------- | -------- | ----- | ---- |
| Alejandro Sepúlveda Santander | Chile Digno, Verde y Soberano | FREVS    | 586   | 5,33 |
| Tamara Tello Gallo            | Unidos por la Dignidad        | Ind.     | 502   | 4,57 |
| Antonio Aguayo Suárez         | Unidad por el Apruebo         | Ind./PPD | 614   | 5,59 |
| Mario González Ahumada        | Unidad por el Apruebo         | Ind./PS  | 575   | 5,23 |
| Sandra Contreras Álvarez      | Chile Vamos                   | Evópoli  | 994   | 9,04 |
| José Varas Zúñiga             | Unidad por el Apruebo         | Ind./PR  | 588   | 5,35 |

     Concejal que obtiene la primera mayoría de votos en las elecciones municipales, realizadas el 15 y 16 de mayo de 2021.

### Valparaíso

#### Alcalde
| Alcalde actual          | Jorge Sharp Fajardo (Ind.) | Jorge Sharp Fajardo (Ind.) | Jorge Sharp Fajardo (Ind.) | Jorge Sharp Fajardo (Ind.) | Jorge Sharp Fajardo (Ind.) |
| Candidato/a             | Pacto                      | Partido                    | Votos                      | %                          | Resultado                  |
| ----------------------- | -------------------------- | -------------------------- | -------------------------- | -------------------------- | -------------------------- |
| Carlos Bannen González  | Chile Vamos                | UDI                        | 25.379                     | 22,09%                     |                            |
| Marcelo Barraza Vivar   | Unidos por la Dignidad     | DC                         | 8.089                      | 7,04%                      |                            |
| Luis Schwaiger Rivera   | Unión Patriótica           | UPA                        | 1.372                      | 1,19%                      |                            |
| Claudio Reyes Stevens   | Independiente              | Ind.                       | 7.589                      | 6,60%                      |                            |
| Marcela Cortés González | Independiente              | Ind.                       | 7.709                      | 6,71%                      |                            |
| Jorge Sharp Fajardo     | Independiente              | Ind.                       | 64.766                     | 56,37%                     | Electo                     |

     Candidato a alcalde que ganó una primaria legal en la comuna, realizadas el 29 de noviembre de 2020.

#### Concejales electos
| Candidato                     | Pacto                         | Partido    | Votos | %    |
| ----------------------------- | ----------------------------- | ---------- | ----- | ---- |
| Alicia Zúñiga Valencia        | Chile Digno, Verde y Soberano | PCCh       | 5.636 | 5,19 |
| Vladimir Valenzuela Lillo     | Chile Digno, Verde y Soberano | Ind./PCCh  | 3.400 | 3,13 |
| Gilda Llorente Espinoza       | Chile Digno, Verde y Soberano | Ind./FREVS | 2.320 | 2,13 |
| Marianela Antonucci Santander | Chile Vamos                   | RN         | 1.971 | 1,81 |
| Camila Nieto Hernández        | Frente Amplio                 | CS         | 3.901 | 3,15 |
| Thelmo Aguilar Rojas          | Frente Amplio                 | Ind./CS    | 3.840 | 3,53 |
| Carla Sánchez Muñoz           | Unidos por la Dignidad        | Ind.       | 3.091 | 2,84 |
| Zuliana Araya Gutiérrez       | Unidad por el Apruebo         | PPD        | 7.707 | 7,09 |
| Daniel Morales Escudero       | Unidad por el Apruebo         | Ind./PPD   | 2.148 | 1,98 |
| Dante Iturrieta Méndez        | Chile Vamos                   | UDI        | 2.106 | 1,94 |

     Concejal que obtiene la primera mayoría de votos en las elecciones municipales, realizadas el 15 y 16 de mayo de 2021.

### Viña del Mar

#### Alcalde
| Alcaldesa actual           | Virginia Reginato Bozzo (UDI) | Virginia Reginato Bozzo (UDI) | Virginia Reginato Bozzo (UDI) | Virginia Reginato Bozzo (UDI) | Virginia Reginato Bozzo (UDI) |
| Candidato/a                | Pacto                         | Partido                       | Votos                         | %                             | Resultado                     |
| -------------------------- | ----------------------------- | ----------------------------- | ----------------------------- | ----------------------------- | ----------------------------- |
| Andrea Molina Oliva        | Chile Vamos                   | Ind.                          | 27.714                        | 21,52%                        |                               |
| Marcela Varas Fuentes      | Unidad por el Apruebo         | PPD                           | 20.717                        | 16,09%                        |                               |
| Jorge Estay Olguin         | Unión Patriótica              | UPA                           | 1.956                         | 1,52%                         |                               |
| Macarena Ripamonti Serrano | Frente Amplio                 | RD                            | 49.574                        | 38,50%                        | Electa                        |
| Jorge Escudero Salinas     | Independiente                 | Ind.                          | 3.376                         | 2,62%                         |                               |
| Aland Tapia San Cristóbal  | Independiente                 | Ind.                          | 3.840                         | 2,98%                         |                               |
| Marlen Olivari Mayer       | Independiente                 | Ind.                          | 1.879                         | 1,46%                         |                               |
| Rodrigo Vattuone Garcés    | Independiente                 | Ind.                          | 13.647                        | 10,60%                        |                               |
| Cristián Mayorga Hevia     | Independiente                 | Ind.                          | 1.244                         | 0,97%                         |                               |
| Paula Arriagada Ortiz      | Independiente                 | Ind.                          | 4.807                         | 3,73%                         |                               |

     Candidata a alcaldesa que ganó una primaria legal en la comuna, realizadas el 29 de noviembre de 2020.

#### Concejales electos
| Candidato                  | Pacto                         | Partido  | Votos | %    |
| -------------------------- | ----------------------------- | -------- | ----- | ---- |
| Virginia Reginato Bozzo    | Chile Vamos                   | UDI      | 7.095 | 5,72 |
| Carlos Williams Arriola    | Chile Vamos                   | RN       | 6.412 | 5,17 |
| Alejandro Aguilera Moya    | Frente Amplio                 | CS       | 5.382 | 4,34 |
| Nancy Díaz Soto            | Frente Amplio                 | Ind./RD  | 3.577 | 2,89 |
| René Lues Escobar          | Unidos por la Dignidad        | DC       | 3.901 | 3,15 |
| Tomás de Rementeria Durand | Unidad por el Apruebo         | PPD      | 2.401 | 1,94 |
| Sandro Puebla Veas         | Unidad por el Apruebo         | Ind./PS  | 5.584 | 4,51 |
| Antonia Scarella Chamy     | Chile Vamos                   | Ind./UDI | 2.657 | 2,14 |
| Pablo González Vega        | Chile Digno, Verde y Soberano | PCCh     | 2.493 | 2,01 |
| Nicolás López Pimentel     | Chile Digno, Verde y Soberano | PCCh     | 4.025 | 3,25 |

     Concejal que obtiene la primera mayoría de votos en las elecciones municipales, realizadas el 15 y 16 de mayo de 2021.